# Masakr na svatého Valentýna
Masakr na svatého Valentýna (v anglickém originále The St. Valentine's Day Massacre) je americký kriminální film z roku 1967. Režisérem filmu je Roger Corman. Hlavní role ve filmu ztvárnili Jason Robards, George Segal, Ralph Meeker, Jean Hale a Jan Merlin.
Film je natočen přesně podle skutečných událostí a chronoligicky popisuje události vedoucí k masakru na den svatého Valentýna v roce 1929.

## Příběh
V roce 1929 je v Chicagu provozováno 21 207 nelegálních barů. Všechny bary jsou rozděleny mezi dva zdejší gangy, ale většinu z nich má pod palcem nejmocnější gang Al Caponeho. Jeho úhlavním nepřítelem se stáva Bugs Moran, který začíná ovládat čím dál více jeho barů a rozšiřuje svou svéru vlivu hlavně na severní straně Chicaga. Po několika vraždách Caponeho přátel a neúspěšných atentátech na samotného Caponeho, tak začíná mezi oběma gangy otevřená válka. Capone proto pověří svého přítele Jacka McGurna, aby vypracoval plán jak se Morana a jeho nejvlivnějších společníků, co nejdříve zbavit. Mezitím, co Moran stále přebírá čím dál více Caponeho barů, plán na jeho zabití je vypracován a pomalu realizován. Onoho osudného 14. února 1929 do Moranova skladu vtrhnou dva Caponeho zabijáci, převlečeni za policii a donutí všech šest přítomných moranových mužů, i jejich automechanika, postavit se čelem ke zdi. Následuje příchod dalších dvou Caponeho mužů se samopaly, kteří spolu s převlečenými policisty všechny odzbrojené Moranovi muže nemilosrdně postřílí.
Masakr přežil pouze Frank Gusenberg a vůdce gangu Bugs Moran, který byl hlavním cílem masakru, se v tu dobu nacházel mimo město. Po svatovalentýnském masakru však z Chicaga nadobro odjede a Al Capone opět ovládne celé město. Film zakončuje celkové shrnutí osudů všech účastníku masakru i vůdců obou gangů.

## Obsazení
| Jason Robards   | Al Capone       |
| George Segal    | Peter Gusenberg |
| Ralph Meeker    | George Moran    |
| Jean Hale       | Myrtle          |
| Jan Merlin      | Willie Marks    |
| Clint Ritchie   | Jack McGurn     |
| David Canary    | Frank Gusenberg |
| Harold J. Stone | Frank Nitti     |
| Bruce Dern      | Johnny May      |
| Jack Nicholson  | Gino            |
| Alex Rocco      | Diamond         |